# 埃爾阿爾托 (卡塔馬卡省)

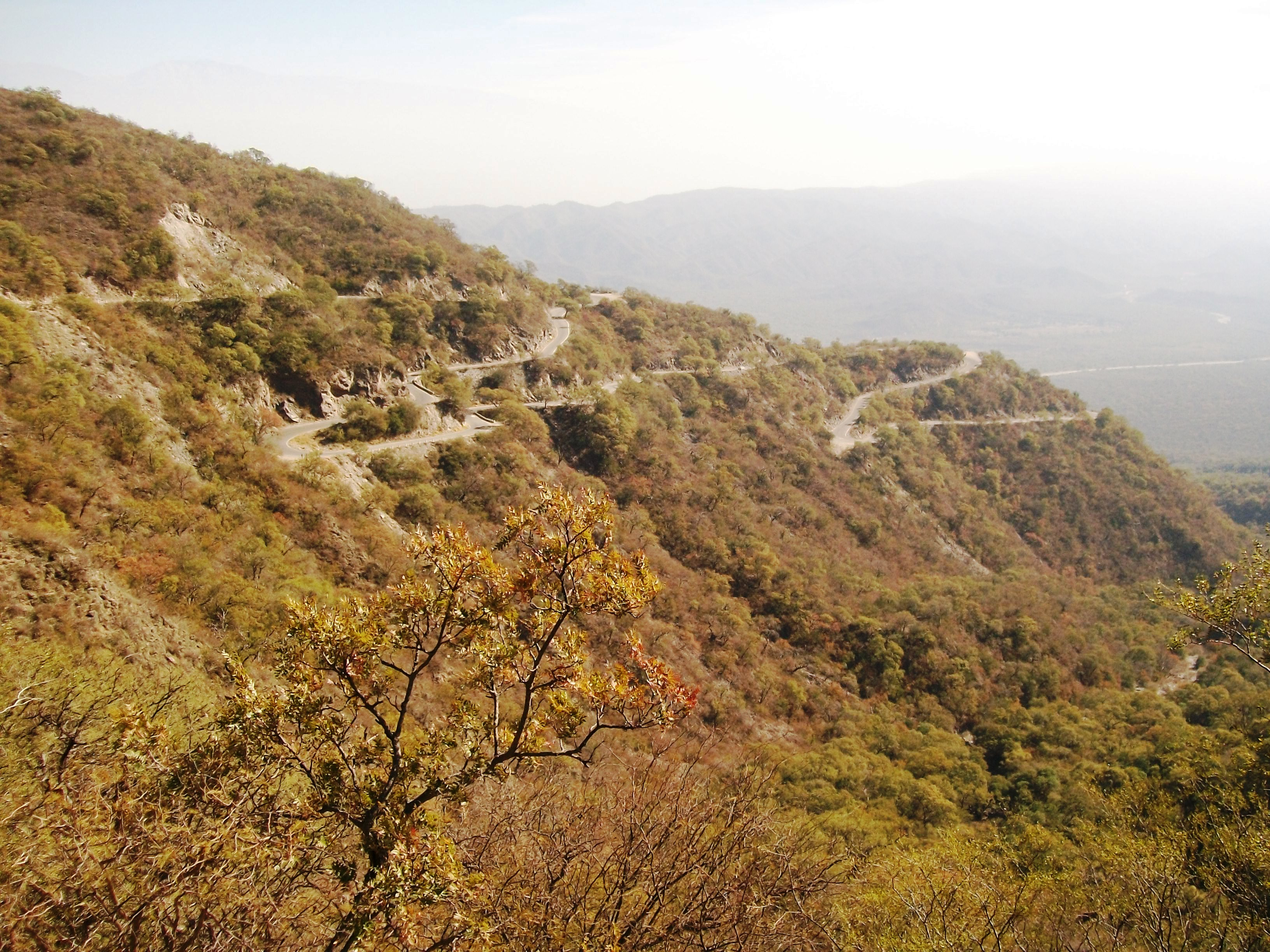
埃爾阿爾托

埃爾阿爾托（西班牙語：Villa El Alto），是阿根廷的城鎮，位於該國西北部卡塔馬卡省，是埃爾阿爾托縣的首府，距離首都布宜諾斯艾利斯約1,200公里，海拔高度941米，2010年人口754米。